# 小林誠 (知的財産学者)
小林 誠（こばやし まこと）は、日本の知的財産学者。国際関係学修士（早稲田大学）・環境学修士（東京大学）。大阪工業大学知的財産学部教授。大阪大学オープンイノベーション機構招聘教授。新エネルギー・産業技術総合開発機構(NEDO)技術戦略研究センター客員フェロー。シクロ・ハイジア代表取締役CEO。
専門は、知的財産戦略・知的財産価値評価（M&A、デューデリジェンス等）、知財経営管理・知的財産マネジメントコンサルティング（IPランドスケープ、知財情報学）、社会科学・国際関係学。

## 略歴
早稲田大学大学院アジア太平洋研究科国際関係学専攻修士課程修了、国際関係学修士（早稲田大学）。東京大学大学院新領域創成科学研究科環境学専攻社会文化環境コース修士課程修了、環境学修士（東京大学）。同大学院新領域創成学科研究科メディカルゲノム専攻バイオ知財コース博士課程単位取得後退学。2003年国際特許事務所にて、特許出願・先行技術調査、ベンチャー支援、および特許戦略コンサルティング業務に従事。2007年監査法人トーマツ本部業務開発にて新規事業立ち上げに携わり、2009年デロイトトーマツファイナンシャルアドバイザリーに転籍、知的財産関連サービスを事業化。M&Aファイナンシャルアドバイザリー（主にテック系ベンチャー・スタートアップ、ライフサイエンスセクターへの出資等）および事業戦略・知的財産戦略コンサルティング業務に従事、知的財産グループ・シニアヴァイスプレジデント。2019年独立し、(株)シクロ・ハイジア創業、代表取締役CEO。IPランドスケープを中心とした事業戦略/技術戦略・知財戦略策定支援、組織構造改革・デジタルトランスフォーメーション支援に従事。2020年大阪大学オープンイノベーション機構特任教授。 2021年大阪工業大学知的財産専門職大学院客員教授。2025年同大学知的財産学部教授。2022年東京工業大学環境・社会理工学院非常勤講師も務める。
主な所属学会は、日本知財学会、日本知的資産経営学会、知的財産教育協会など。主な受賞は、英国メディアGlobe Business Media Group主催「IAM Strategy 300 – The World’s Leading IP Strategists」に3年連続選出(2017/2018/2019）。

## 主な著書
- 知財戦略のススメ（鮫島正洋との共著、日経BP社2016、学術書）
- IPランドスケープ経営戦略（共著、日本経済新聞出版社2019、学術書）
- 経営に資する知的財産マネジメントと知的財産マネジメント人材像（共著、知財研フォーラム2012、学術誌）
- M&A投資のリスクマネジメント(2) 上市確率を考慮したシナリオDCF法でパイプライン評価を（共著、Drug magazine 2008、学術書）
- 勝ち残るためのM&A戦略技術過信が製造業の危機を呼ぶ！（共著、ソフトバンククリエイティブ2008、学術書）
- M&Aを成功に導く知的財産デューデリジェンスの実務（第2版）（共著、中央経済社2013、学術書）
- アップルの強みを知財情報から読み解く　経営戦略の柱、「デザ・ドリ」とは？」〜知財情報から見える企業イノベーション（日経ビジネスオンライン2013）

知的財産の対外啓蒙活動として、「IPBC Asia 2017」でのゲストスピーカー（テーマ：知財価値評価）、特許庁/INPIT共催「グローバル知財戦略フォーラム2024」でパネリストとして登壇（テーマ：IPLを実践するための人材育成と社内体制構築）、知的財産大学院協議会(JAUIP)主催セミナー2025「知財人物列伝：The story of IP life」で講師を務めている。